# Література Танзанії
Література Танзанії — літературні твори, написані авторами з Танзанії, мовою суахілі, англійською мовою та мовами інших народів країни.
Через історичні цикли в країні склалося унікальне двомовне (протилежних напрямів та культур) творчо-літературне середовище. XXI століття характерне літературно-культурним білінгвізмом у Танзанії: чимало письменників та літературних процесів розвивається в двох напрямках, зокрема: суахілі та англійської мов.

## Історія розвитку писемності та літератури
Розвиток писемності та літератури на теренах сучасної Танзанії тісно пов'язаний із формуванням її етнічного обличчя (сотні народностей та племен), а за тим усім і її мовної карти сучасності.

### Епохи писемності і літератури
Наймасовіший і триваліший літературний процес в Танзанії стосується поширенням суахілі, як базової задля усної творчості із поступовим освоєнням грамоти та, відповідно, писемності на суахілі. Перші взірці літературної суахілі відносяться до початку XVIII століття, і з тих пір значний вплив на неї мала арабська мова (як головний і рушійний чинник в країні). З XX століття колонізаторським способом активно поширювалася англійська мова. Внаслідок чого верхні прошарки танзанійського суспільства захопилися європейською культурою, а це призвело до експансії англійської в літературне та культурне середовище Танзанії.
Загалом у літературному процесі в народів Танзанії чітко проглядається такі епохи:
- доісторична епоха (з 3 тисячоліття до нашої ери до 1 тисячоліття нашої ери) — формування давніх культів та вірувань);
- утвердження суахілі (до XV століття) — формування усної народноїтворчості в поєднанні із мусульманською філософією та поезією);
- арабська епоха (з XV століття) —поширення релігії мусульман, захоплення їх філософією та поезією і протистояння з португальським католицизмом);
- колоніальна експансія німецької та англійської мов (XIX-XX століття) —(поширення знань та християнства першими місіонерами та мовна колонізація)
- паростки національного відродженні в літературі (з середини XX століття) — (відродження суахілі та навчально-просвітницькі заходи)
- сучасна танзанійська література (XXI століття) —

### Доісторична епоха
Перші артефакти заселення територій сучасної Танзанії, датуються в межах 8-5 тисячоліть до нашої ери, коли сюди з півночі Африки розселилися племена збирачів-бушменів, носії афразійських мов. А через кілька тисячоліть по тому тут повноцінно сформувалася етно-спільнота на базі кушитської мови. На противагу північним етносам-збирачам насувалися ще й південні — носії койсанських мов, які утвердилися тут у 5-3 тисячоліттях до нашої ери. Звичайно, тодішні племена ще не мали писемності і тільки почали формувати ареали поширення споріднених мов. Саме тоді з'явилися дві перші мовні групи: койсанська та кушитська. Мова для них служила засобом спілкування та використовувалась при проведенні ритуалів. Про писемні артефакти тогочасся дослідники не згадують.
Важливим фактором доісторичної епохи вважаються два-три тисячоліття домінування землеробської культури, яка прийшла зі сходу Африки в 2 тисячолітті до нашої ери. Головними носіями землеробської культури на теренах Танзанії стали племена банту. Банту, заполонивши сучасні території Танзанії, майже витіснили кушитські народності та асимілювавши койсанські племена. Вони привнесли й свою мову — банту. За 3 тисячоліття, народи та мови банту ствердилися на всій території Танзанії, лише невеличкі групи автохтонних племен збирачів, залишилися у важкодоступних місцях і зберігали свій уклад та мови. Мови банту поступово стали використовуватись у культах та в спілкування поміж племен. Тогочасні культи та вірування у різних формах стали первістками усної творчості, заклали основи майбутньої літератури.

### Утвердження суахілі в культурі та перші літературні артефакти
Дослідники вважають, що саме мовно-культурний чинник став визначальним у подальшому формуванню народностей із невеличких етнічних груп. Так на вузькій смужці Східно-африканського узбережжя, від гирла річки Джуба на півночі до мису Дельгадо на півдні (території сучасних Сомалі, Кенії, Танзанії та Мозамбіку), і прилеглих островах на основі етнічного розвитку дрібних племен починаючи з VIII—X століть нашої ери йшов процес формування більшої етнічної спільності — народності васуахілі. В процесі взаємодії близькоспоріднених діалектів (банту) і арабської мови складалася єдина мова народності — кісуахілі, а в результаті взаємопроникнення двох культурних комплексів — місцевого африканського і східного мусульманського — виникла своєрідна суахільська культура; формувалася літературна традиція, спочатку в усній, а потім, ймовірно з XIII століття, в письмовій формі.
Орієнтовно в XIII столітті почали формуватися на узбережжі невеличкі міста — центри торгівлі та ремесел, а за ними й зачали концентруватися певні культурні обміни між різними далекими культурами. Вища, у свроєму розвитку, й домінуюча на великих територіях північної Африки та Аравії мусульманська релігія почала проникати в ці банту спільноти. Тому місцевий прошарок знаті, який тоді ж отримав чергову хвилю розшарування, захопився новими течіями високої культури і почав асимілювати/поєднювати власні вірування та ісламські традиції, переймаючи кращі взірці тогочасної системи знань — освіти та методів виховання. Саме на основі тих практик і стали формуватися перші літературно-писемні форми.
Процес становлення суахілі як мови, відбувався чаоаз призму зачатків місцевої освіти та писемності (а відтак, пізніше, ще й літератури). Адже для плекання нових послідовників ісламу та виховання дітей потрібна була спеціальна література, в якій відповідно до традицій того часу так чи інакше відображалися необхідні норми поведінки, елементи соціальних відносин. Те прошарки населення, які не могли дати своїм дітям таких знань, змушені були послуговуватися, в навчальних цілях, тією ж ерзац-літературою, але в усній формі. В усній передачі дидактичні творіння змінювалися під впливом фольклорних традицій і, можливо, записувалися уже вторинно, у більш доступних для народу формах. Тому кордон між власне літературними та фольклорними творами тогочасся дуже важко визначити, як і нелегко виділяти чітко дві традиці — письмова і усну. Це були дві сторони одного й того самого процесу; судити про це ми змушені на підставі матеріалів різного походження: за збереженими переробками ранніх творів, за записами європейців, усного передання цих творів і текстів, які, можливо, були і колись записані/переписані, але зараз передаються в усній формі.
Яскравий приклад суахілійської усної народної творчості легендарний герой — Ліонго Фумо. У багатьох старих легендах говориться про нього як про історичну особистість — правителя процвітаючого міста в районі Пате-Ламу. Можна припустити, що пререказ про Ліонго Фумо, широко поширений на Східно-Африканському узбережжі, виникло навколо імені колись історичної персони, яка. за даними деяких фахівців, правила містом-державою в XII—XIII століттях.

### Епоха арабського впливу
Арабська культура та іслам панували на теренах Танзанії впродовж п'яти століть. Тому одним із рушіїв літератури суахілі в Танзанії вважається вплив арабської літератури, філософії та культури. Характерною особливістю тому став повний перехід суахілі на арабську в'язь, в дослідників вона називається старосуахільська писемність. Араби принесли на Східноафриканське узбережжі письмові знаки мови — на основі Корану. Суахілійці пристосували їх для своєї мови — відтак виникла писемність, а разом з нею і письмова традиція. У процесі розширення функцій писемності в суахілійскому суспільстві серед вищих його верств поширилася і грамотність. З прийняттям ісламу традиційні форми передачі соціального досвіду і виховання, тобто усна традиція, вже перестали відповідати духовним запитам суахілійского суспільства.
Для знань і просвіти молодого покоління необхідна була спеціальна література, в якій містилися б необхідні норми поведінки, елементи соціальних відносин, сума певних знань. Ця література повинна була відповідати цілям поширення ісламу і пошуку контактів між нормами ісламу і традиційної суахілійскої культури. У коранічних школах хлопчики з багатих сімей навчалися старосуахілійскому письму, а за ними опановували грамоту і представники знатних заможних сімей. Поступово в суахілійских містах утворився прошарок населення, що міг довільно писати, творити та читати. Міська еліта (в основному це були багаті люди) мала особисті бібліотеки. На жаль з цих бібліотек практично нічого не дійшло до нашого часу.
Додатковим чинником поширення на великих етнотериторіях інших мов, із зовсім іншою граматикою, та іншим ладом, необхідно було, щоб з'явилася нагальна потреба в такій писемності. Таку потребу викликав, в першу чергу, розвиток морської торгівлі, яка становила основу економічного життя суахілійців, а також поступова ісламізація суахілійского суспільства. Мовою суахілі стали складатися ділові папери, велося листування, записувалися хроніки міст, генеалогії правлячих сімей і, врешті-решт, літературні твори. Найбільш ранні свідоцтва використання старосуахілійского письма виявлені на монетах, де викарбувані імена правителів суахілійскіх міст, а також на могильних плитах (приблизно з XIII столітті). Як припускає німецький дослідник Хіченса, спочатку суахілійці писали на висушених пальмових листках, які склеювали, а потім скручували, перетворюючи в сувої, так виглядали тогочасні рукописи, знищені клерикальними колонізаторами. На щастя, чимало літературних творів, хронік, генеалогій зберігалося в пам'яті народній і передавалися в усній формі, з покоління в покоління, а починаючи з кінця XVII століття знову фіксувалися — уже на папері. Ось таким чином дійшов до сучасників перший літературний раритет на суахілі — «Утенді Харекалі». Надалі жанр «тенді» (поема-діяння) заполонив усю країну, окрім нього популярними були також «машаїрі» (ліричні вірші), «магази» (оповідання про військові походи Мухаммеда). Визначальним танзанійським взірцем арабської середньовічної новели стали історії про Абу Нуваса, розказані мовою суахілі.

### Колоніальна експансія німецької та англійської мов
На початку XX століття танзанійці почали знайомитися з європейською літературою, яка проникала в Африку разом з колонізаторами: вона переводилася на суахілі, і таким чином почала впливати і на розвиток місцевої літератури. Конкретно англомовні твори в Танзанії почали писати наприкінці 60-х років XX століття, зокрема: в 1968 році перший в країні роман англійською мовою «Смерть під сонцем» написав Пітер Паланга

## Особливості розвитку
Особливістю розвитку танзанійської літератури є глибоке укорінення місцевих вірувань в поєднанні із ісламськими традиціями. Від усних переказів-легенд - до родинних переказів, від декламування тенді та машаїрі - до витончених копій арабських поетичних переливів, від хронік міст узбережжя — до перших рядків реалістичної прози — всюди спостерігається етнічна складова та перегукування із давніми мотивами. Письменники черпали своє натхнення саме в минувшині тих країв, яка була насичена багатьма історичними та побутовими мотивами.

### Віршування тенді та машаїрі
Авторами середньовічної суахілійської поезії були, зазвичай, двірцеві поети або мандрівні співаки. Двірцевий поет-філософ - представник особливої касти, цю касту та вищі чини й обслуговуючий. Мандрівний же співак зберігав для широких верств населення старовинні традиції, сюжети, форми.
Тенді (тензо) — поеми і машаірі (вірші) — традиційні жанри суахілійская поетичної творчості. Список старовинних тенді, (що подавався англійським дослідником А. Принсом) становить близько тридцяти назв. Їх вивчення (з кінця XX століття — європейськими вченими і літераторами-африканцями в Танзанії) дає можливість припустити, що більшість цих тенді створені в XVI—XVII століттях, а деякі машаірі можуть бути віднесені навіть до XIII століття. Старовинні тенді релігійно-повчального змісту пов'язані з середньовічними арабськими переказами про діяння пророка Мухаммеда і його сподвижників. Однак це не означає, що арабські й суахілійські варіанти ідентичні; запозичуючи мусульманський сюжет і загальний вміст, суахілійські автори, як показує порівняння текстів, досить вільні у своїй імпровізації, зчаста долучали фольклорні нотки — задля унаочнення та образності творів. До найбільш ранніх і відомих тенді відносяться: «Хамза», «Книга про Іраклія», «Одкровення», «Милосердя», «Рас аль-Гхуль», «Вознесіння Мухаммеда», «Мауліді», «Мікідад і Маясов», «Абдуррахман і Суфіан», «Хусейн», «Айша», «Фатіма», «Айюб» (або «Йов»), «Оход», «Верблюдиця і газель».

### Хроніки міст та родинні перекази
Окрім поезі- тенді у ранніх танзанійців майже не розвивалися жодні інші літературні жанри-стилі, особливо це стосується художньої прози, яка, дивним чином, не розвивалася зовсім. Натомість від раннього періоду суахілійської літератури до нас дійшли — але теж, звичайно, в пізніших записах — окремі правові тексти: генеалогії правителів та хроніки. Сучасника відомі так звані хроніки міст Кілва, Момбаси, Ламу, Пате. Ці хроніки, зазвичай, багатошарові і і складалися впродовж тривалого часу, найвідоміша — «Хроніка Пате» (або інакше — «Книга правителів Пате») — охоплює період з початку XIII і до кінця XIX століть.

### Релігійні твори від місіонерів
Визначну лепту у створенні літератури та довкола літературного процесу відігравали християнські місіонери. Зокрема, вони першими стали збирати й відшуковувати взірці творчості аборигенів, а потім ще й популяризували по всьому східному узбережжі Африки, а потім і в своїх країнах. Саме місіонер-християнин Людвіг Крапф першим познайомив європейців зі зразками ранньої суахілійської словесності . У 1854 році він надіслав в бібліотеку німецького сходознавчих товариств, в Галле, два рукописи великих поетичних творів — тенді, записаних старосуахілійським правописом — «Книги про Іраклія» і «Поетичної книги»